# Stérilité humaine
Pour les articles homonymes, voir stérilité.
 (mars 2015).
Chez l'être humain, la stérilité est l'incapacité physiologique de concevoir naturellement, de porter ou d'accoucher une progéniture saine ou viable. La stérilité a un large éventail de causes possibles (trait hérité ou acquis de l'environnement, par exemple à la suite d'une malformation de l'appareil génital ou du système reproducteur, ou à la suite de l'exposition des gonades à une blessure physique, des bactéries ou virus pathogènes, un perturbateur endocrinien ou d'autres produit chimique reprotoxique ou encore des radiations). Des facteurs sociopsychologiques peuvent aussi être en cause. Les individus ou couples stériles souhaitant néanmoins élever des enfants peuvent rechercher un soutien médical, des méthodes alternatives (ex : Procréation médicale assistée) ou avoir recours à l'adoption,.

## Causes directes de l'infertilité

### Appareil reproducteur féminin et ovaire
Dans les années 2000, environ 13 % de femmes souffrent d'infertilité aux États-Unis selon les statistiques[réf. nécessaire]. Le premier problème étant lié à l'ovaire et à l'ovulation, on observe aussi un mauvais captage des ovules par les pavillons ovariens lors de l'ovulation, une réaction corticale (réaménagements dans l'ovule lors de la fécondation) anormale, un arrêt des divisions de l'embryon, etc.
La stérilité peut être liée à :
- l'incapacité de produire un ovule sain (pas d'ovulation, problèmes de l’hypophyse, manque de progestérone, pas de maturation des follicules) ;
- une mauvaise conformation des trompes de Fallope ;
- une absence ou mauvaise qualité de la glaire cervicale ;
- l'incapacité de mener à terme une grossesse due à des problèmes hormonaux ou de conformation de l'utérus.
- Facteurs endocrinologiques
  - diabète,
  - troubles thyroïdiens,
  - troubles de la surrénale,
  - facteurs hypothalamo-hypophysaires : syndrome de Kallmann, dysfonctionnement de l'hypothalamus, hyperprolactinémie, hypophysie
- Facteurs ovariens
  - syndrome de Stein-Leventhal (SOPK)
  - anovulation
  - réserve ovarienne diminuée
  - dysfonctionnement lutéal
  - ménopause précoce
  - dysgénésie gonadale (syndrome de Turner)
  - tumeur ovarienne
- Facteurs tubaux/péritonéaux
  - endométriose
  - adhésions
  - infection, due notamment à Chlamydia trachomatis
  - occlusion tubaire
- Facteurs utérins
  - endométriose
  - malformation utérine
  - fibrome utérin
  - syndrome d'Asherman
- Facteurs cervicaux
  - sténose cervicale
  - anticorps dirigé contre les spermatozoïdes
- Facteurs vaginaux
  - vaginisme
  - obstruction vaginale
  - prise de Distilbène (diéthylstilbestrol) par la mère pendant la grossesse. Médicament prescrit aux femmes aux États-Unis jusqu'en 1971, en France jusqu'en 1977 et jusqu'en 1983 pour la Hongrie, le dernier pays au monde à l'utiliser.

### Appareil reproducteur masculin et émission de sperme
Certaines causes de stérilité masculine peuvent être déterminées par l'analyse de l'éjaculat, qui contient le sperme. Cette analyse comprend la numération des spermatozoïdes et la mesure microscopique de leur mobilité :
- faible production de spermatozoïdes, oligospermie, ou absence de spermatozoïdes, azoospermie, ou spermatozoïdes morts, nécrospermie ;
- des spermatozoïdes mal formés, tératospermie, que ce soit au niveau de l'acrosome, de la tête ou du flagelle ;
- un échantillon de sperme normal quant à la numération mais à faible mobilité, ou asthénospermie.

Ces anomalies peuvent être cumulatives, oligoasthénotératospermie ou OATS ;
- Anomalies des spermatozoïdes : des spermatozoïdes anormaux (sans flagelle, sans tête ou acrosome, immobiles, insensibles au chimiotactisme) ;
- Anomalies testiculaires :
  - les testicules ne produisent pas correctement les spermatozoïdes, en raison de causes toxiques,
  - malformations testiculaires (ectopie principalement),
  - varicocèle,
- Causes endocriniennes
- Anomalies génétiques :
  - translocations équilibrées,
  - syndrome de Klinefelter

Des difficultés pour le spermatozoïde à se fixer ou à pénétrer dans l'ovule au moment de la fécondation (mauvaise réaction acrosomiale) semblent un phénomène de plus en plus fréquent.
On suspecte de nombreux polluants et produits chimiques présents dans l’environnement d'être des perturbateurs endocriniens et/ou des produits reprotoxiques.
La spermatogenèse est sensible à la température. Elle se fait de manière optimale aux environs de 35 °C. Toute élévation de température peut freiner la production de spermatozoïdes. Ce facteur permet une contraception masculine thermique.

### Stérilité chez le couple humain

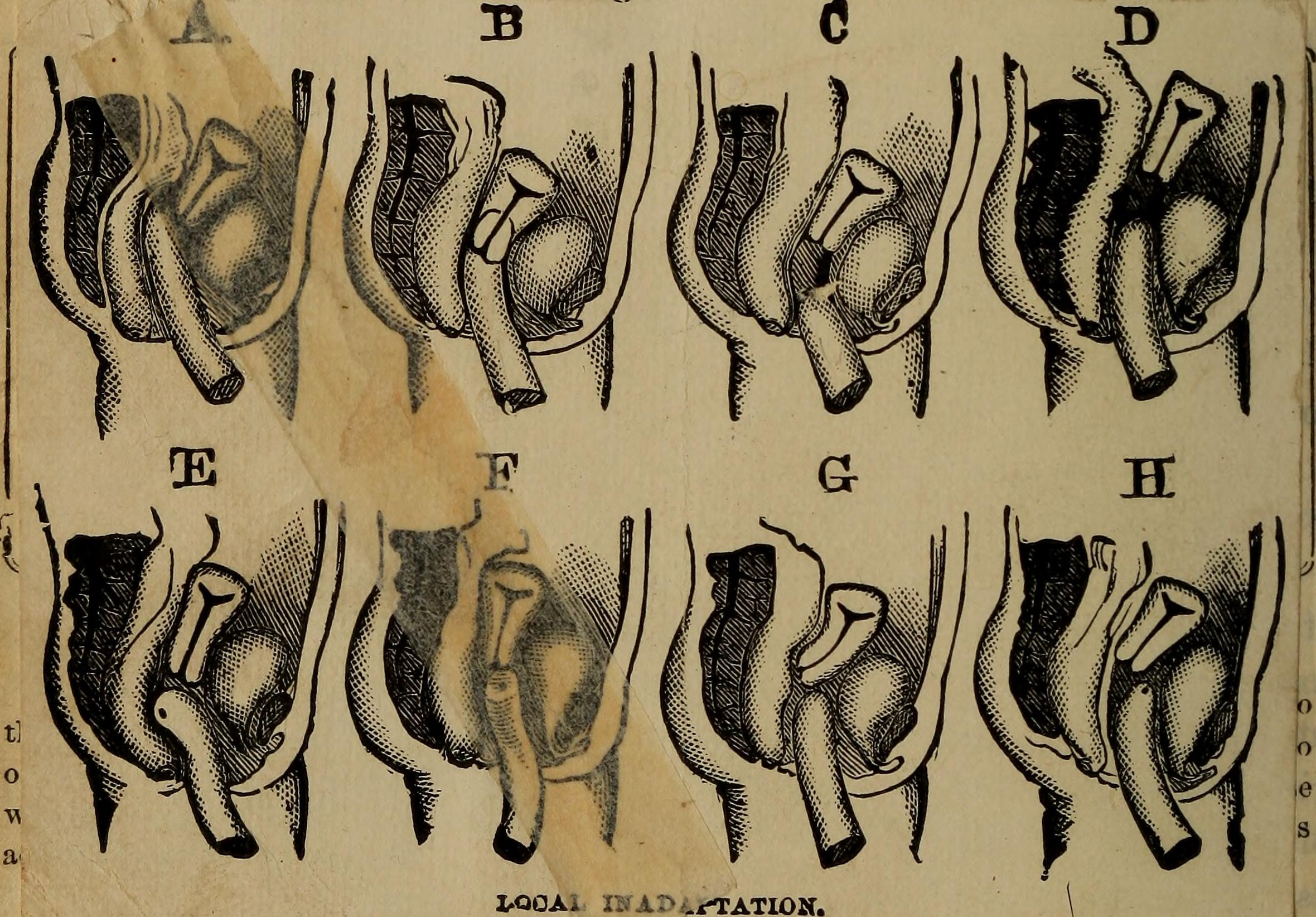
Gravure médicale ancienne (1896) présentant plusieurs cas dinadaptations ou de malformations physiologiques ou mauvaise disposition de l'utérus et/ou problèmes de longueur ou épaisseur inadéquate du pénis pouvant interdire l'accès du sperme à l'ovule. L'auteur précise que dans ces cas une fécondation artificielle est souvent possible et facile par le médecin, en introduisant directement le sperme dans l'entrée de l'utérus.

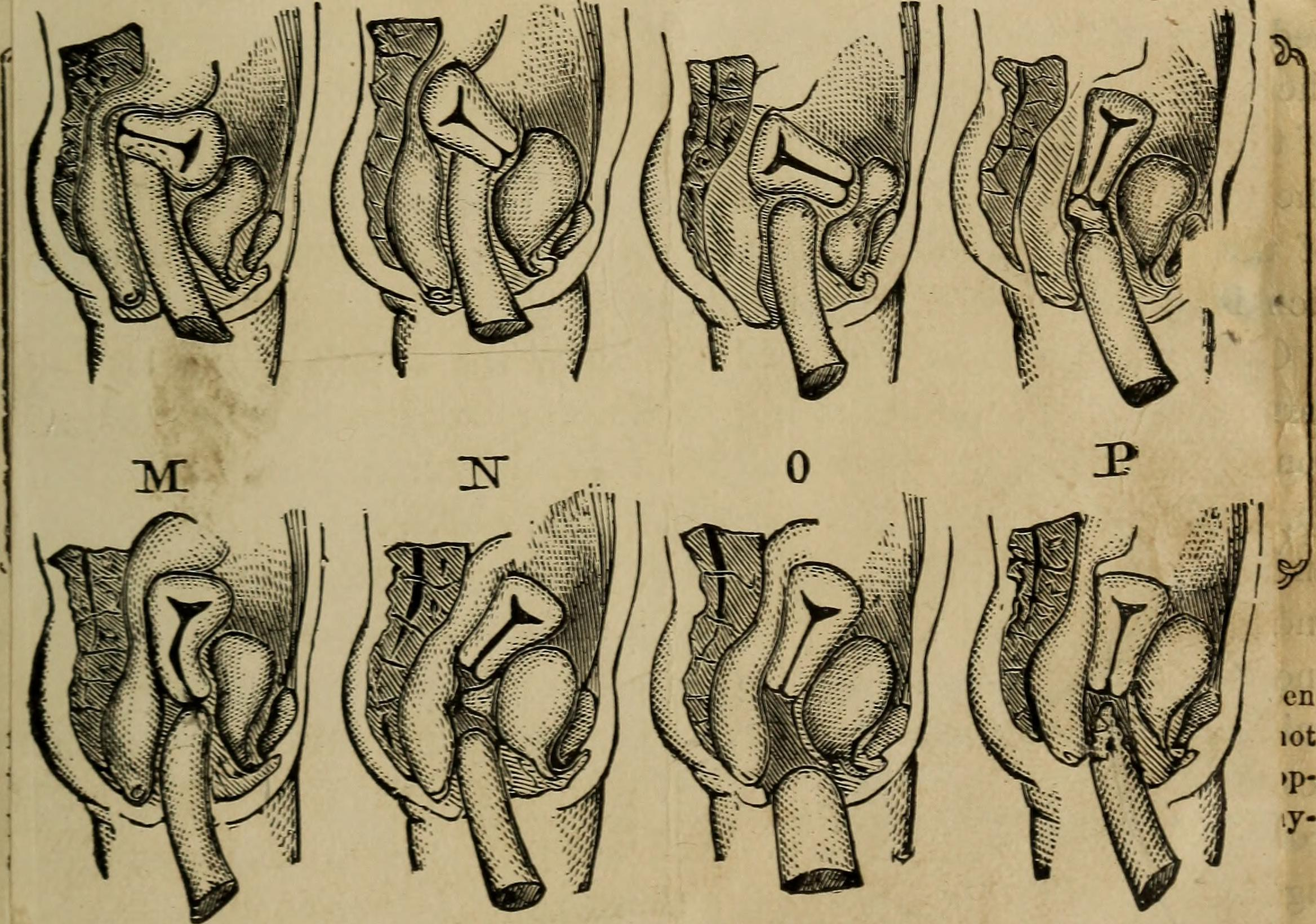
Gravure complémentaire à l'image précédente (même source).

Le corps médical considère généralement un couple comme stérile quand après 2 ans de rapports sexuels réguliers ce couple n'a pas d'enfant.
Dans le monde, un couple sur sept est touché par la stérilité.
Dans 30 à 50 % des cas le problème vient de l’infertilité masculine seulement, dans 30 % des cas le problème vient de la femme seulement, dans 30 % des cas le problème vient des deux personnes, et dans 10 % des cas, il n'y a pas de problème physique qui empêcherait la fécondation,.
Certains couples n'arrivent pas à la pénétration, pour des problèmes psychologiques : vaginisme, et/ou impossibilité psychologique par exemple (« stérilité psychogène »,).
Selon l'Insee, les couples stériles divorcent plus que les couples avec enfants.

### Origines plus rares des infertilités
Elles sont génétiques, congénitales, fonctionnelles, ou bien accidentelle (détérioration de l'appareil génital à la suite d'un grave traumatisme), voire psychosomatiques ou encore lié à des polluants environnementaux reprotoxiques ou se comportant comme des leurres hormonaux pour l'organisme.
Divers gènes contrôlant la fécondité des femmes sont répertoriés, notamment par une étude récente, qui a listé 348 gènes impliqués dans la fécondité chez la souris femelle, jugée par ces auteurs assez proche des autres mammifères pour être un modèle concernant les fonctions ovariennes. On commence à chercher à comprendre leur fonctionnement, et à les étudier de manière à pouvoir produire des tests de susceptibilité génétique à l'infertilité, et à produire de meilleurs traitements à l'avenir.
Certains problèmes peuvent être liés à l'environnement (via certains pesticides agricoles ou via certains produits du quotidien : peintures, plastiques, vernis, encres, etc.
Depuis peu, les scientifiques s'interrogent sur les dangers du téléphone portable et des ondes qu'il émet ou nécessite.

## Examens à pratiquer devant un couple infertile

### Appareil reproducteur avec ovaire
- Bilan clinique : âge, antécédents gynécologiques, examen clinique complet
- En première intention :
  - courbe de température pendant trois mois : rechercher si les cycles sont ovulatoires
  - bilan hormonal : FSH, LH, œstradiolémie ; parfois bilan thyroïdien et prolactinémie
  - échographie pelvienne
  - hystérosalpingographie
  - test post-coïtal (= test de Hühner)
  - prélèvements vaginaux à la recherche d'une infection latente (chlamydia, mycoplasme…)

Ces examens doivent être orientés par la clinique ; d'autres peuvent venir compléter le bilan.
- En deuxième intention, selon les résultats des examens précédemment réalisés :
  - hystéroscopie diagnostique
  - cœlioscopie diagnostique
  - autres, selon l'orientation

### Appareil reproducteur avec émission de sperme
- Bilan clinique : âge, profession (exposition aux toxiques), addictions (tabac, alcool, drogues), antécédents (ectopie testiculaire), examen clinique complet
- En première intention :
  - spermocytogramme, +/- spermoculture
  - test post-coïtal, spermogramme.
- En deuxième intention :
  - bilan hormonal
  - caryotype
  - autres, selon l'orientation.

#### Le spermogramme
C'est l'examen le plus facile et le plus simple à faire. Une autre technique de prélèvement est utilisée dans le test de Hünher, ou test post-coïtal. Dans les 24 heures suivant un rapport sexuel, un échantillon de glaire est prélevé chez la partenaire et examiné au microscope pour déterminer la présence de spermatozoïdes.
Dans le cas où le test donne comme résultat un sperme de mauvaise qualité, il faut en déduire que l'homme est vraisemblablement la personne du couple qui est hypofertile. Cependant, les examens devront être menés au niveau de sa partenaire pour déterminer si elle ne souffre pas elle aussi d'hypofertilité.

## Traitement
- La prise de vitamine C améliore la qualité du sperme (morphologie et mobilité des spermatozoïdes) et augmente le nombre de spermatozoïdes[11] ;
- Étiologique : il n'est possible que si une cause curable a été identifiée ;
- Traitement hormonal : quelques causes d'infertilité peuvent être levées par traitement hormonal et/ou chirurgical :
- la naprotechnologie et la méthode FertilityCare ;
- une technique expérimentale (en 2019 uniquement testée chez l'animal) consiste à prélever du tissu testiculaire avant une opération de traitement de cancer risquant de rendre un bébé ou jeune garçon stérile, puis de le réimplanter après le traitement (chimiothérapie, radiothérapie). Un risque possible est d'aussi alors réimplanter involontairement des cellules cancéreuses et/ou de transmettre des gènes qui pourraient être à l'origine du cancer. Cette technique doit encore faire l'objet d'avis d'instances d'éthique médicale[12]
- Il y a enfin les techniques de procréation médicalement assistée (PMA) :
  - l'insémination artificielle ;
  - la fécondation in vitro ;

## Répartition géographique
L'Afrique subsaharienne est la région la plus touchée par l'infertilité dans le monde avec 16,4% des couples concernés. Pour les femmes, cela s'explique principalement par la présence d'infections sexuellement transmissibles non soignées, ou d'avortements non sécurisé. Les hommes sont également sujets à des IST, au stress, à la pollution et au tabagisme.
Les couples européens sont 12,4% à connaître un problème d'infertilité.

### Littérature
- M. Crausaz, J. Vargas, R. Parapanov, Y. Chollet, M. Wissard, E. Stettler, A. Senn, M. Germond, H. Yousri, M. Mimomio, C. Lawlio, A. Stephi : First Evaluation of Human Sperm Quality in Various Geographic Regions in Switzerland. Chimia 62 (2008), 395–400. DOI 10.2533/chimia.2008.395